# 相模原市立総合体育館

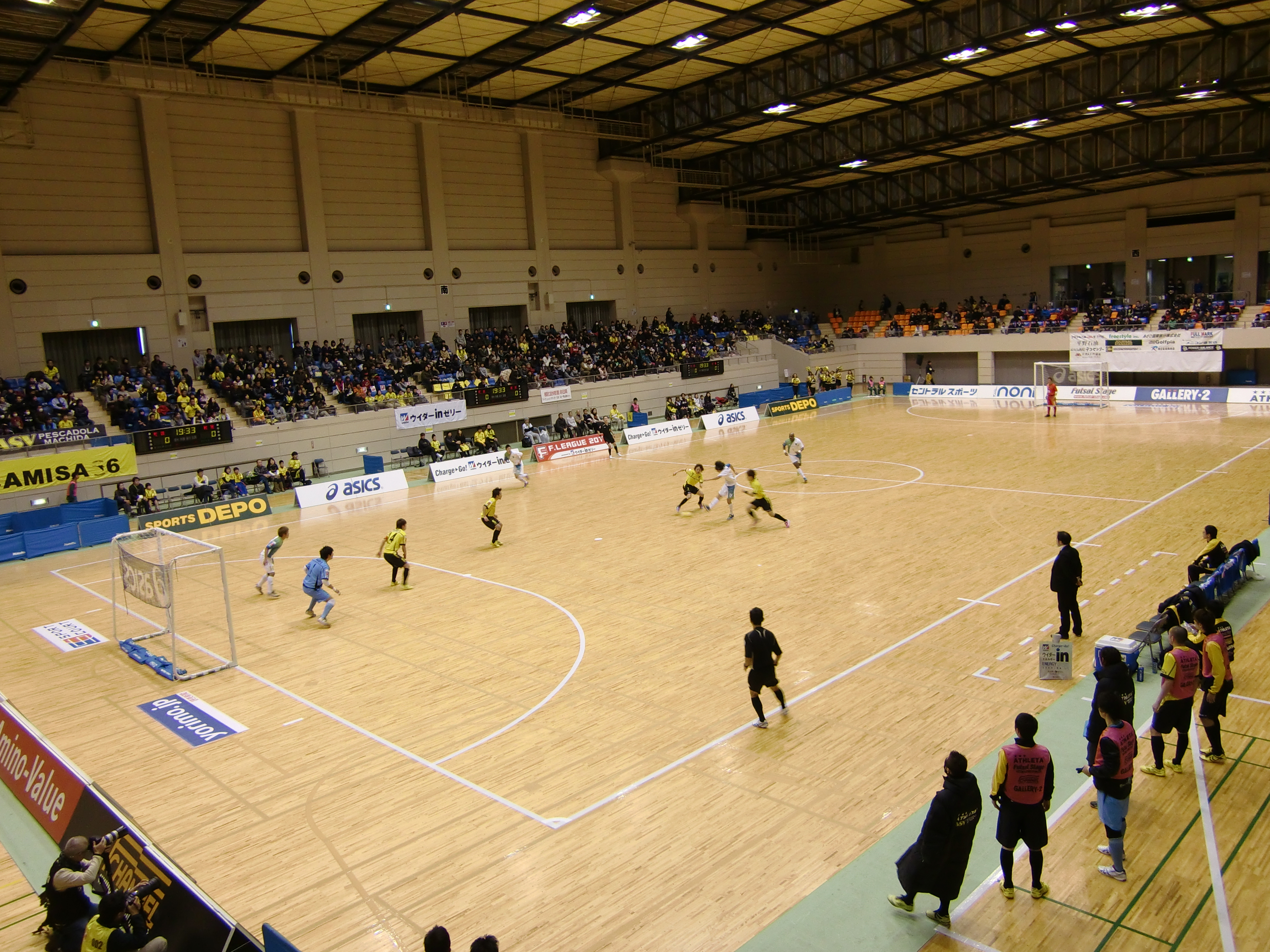
フットサル（Ｆリーグ）の試合風景

相模原市立総合体育館（さがみはらしりつそうごうたいいくかん）は、神奈川県相模原市南区にある体育館。相模原市に本社を置く株式会社ギオンが2019年に命名権を取得し、同年4月1日から「相模原ギオンアリーナ」（さがみはらギオンアリーナ、略称：ギオンア）の呼称を用いている（後述）。

## 概要
市民のスポーツ・レクリエーションの振興を図るために、1981年11月にオープンした。施設は相模原市が所有し、2006年4月1日から指定管理者制度により、公益財団法人相模原市都市整備公社に運営管理を委託していたが、2014年4月1日から相模原市まち・みどり公社になったため同公社に変更された。
年間利用者数は、40万人を超える（平成19年度）。
2008年10月から改修工事が行われ、2009年10月にリニューアルオープン。周辺には相模原麻溝公園や相模原公園などがある。

## 施設
- 大体育室
  - 面積 - 2,214m2 （61.5m×36m）
  - 利用可能数 - バレーボール4面、バスケットボール3面、バドミントン12面、テニス4面、卓球台30台など
  - 観客席数 - 1,598人（身障者席 16席を含む）
- 中体育室
  - 面積 - 1,064m2 （34m×31.3m）
  - 利用可能数 - バレーボール2面、バスケットボール1面、バドミントン6面、卓球台15台など
- 小体育室
  - 面積 - 629m2 （34m×18.5m）
  - 利用可能数 - バレーボール1面、バドミントン4面、卓球台8台など
- 柔道場 - 2面、256畳
- 剣道場 - 2面
- トレーニング室
- 弓道場 - 和弓 5人立、アーチェリー
- 会議室
- 駐車場 - 229台

## 施設命名権
2019年2月1日、相模原市中央区に本社を置く物流会社のギオンが命名権を取得し、相模原市とネーミングライツに関する契約を締結した。2019年4月1日からの3年契約で、「相模原ギオンアリーナ」の呼称を用いている。

## 主な大会・イベント
1998年開催のかながわ・ゆめ国体ではバレーボールの一部競技を実施。
2004年8月の新日本プロレスG1 CLIMAXでは開会式などが開催された。その他全日本プロレスでは1985年4月23日NWA世界ヘビー級選手権試合リック・フレアー vs 長州力の試合（試合は両者リングアウトでフレアーの防衛扱い）や、1986年9月20日ジャパンプロレス長州vsスーパー・ストロング・マシーン戦が日本テレビ系で生中継された。
2007年にはFリーグの湘南ベルマーレ対ペスカドーラ町田の試合が行われたほか、Vリーグ、JBL、大相撲巡業などが開催された。
2012年には全日本社会人体操競技選手権大会（現全日本シニア体操競技選手権大会）が開催され、ロンドンオリンピック金メダリスト内村航平が出場した。

## 交通アクセス
横浜線古淵駅、小田急小田原線相武台前駅などから、神奈中バス「総合体育館前」下車